# 卡瓦利諾山

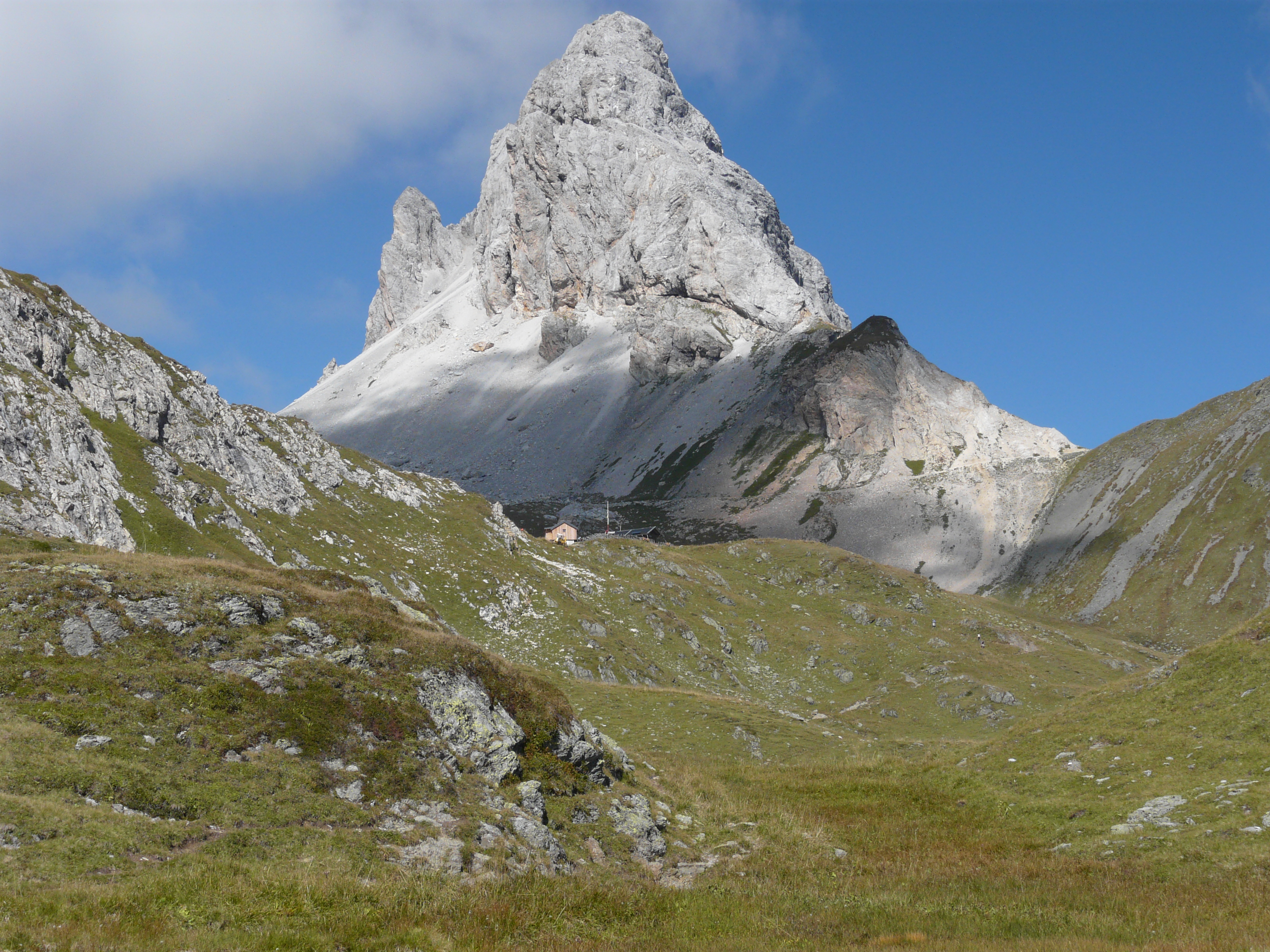

46°40′32″N 12°31′27″E / 46.67556°N 12.52417°E
卡瓦利諾山（德語：Große Kinigat），是中歐的山峰，位於奧地利和意大利接壤的邊境，屬於卡爾尼克阿爾卑斯山脈的一部分，海拔高度2,689米，人類在1898年7月21日首次登頂。